# KCNK5
KCNK5‏ (Potassium two pore domain channel subfamily K member 5) هوَ بروتين يُشَفر بواسطة جين KCNK5 في الإنسان.